# Mleczarka (obraz Jana Vermeera)
Mleczarka albo Nalewająca mleko lub Dziewczyna z dzbanem mleka (nl. De Melkmeid lub Het melkmeisje) – obraz Jana Vermeera datowany na lata ok. 1658–1661. Obraz nie jest sygnowany.

## Historia
Obraz pochodzi z kolekcji A. Dissiusa, sprzedanej 16 maja 1696 roku. Płótno osiągnęło wysoką cenę 175 florenów, a w zachowanym katalogu z tej sprzedaży opisano je następująco: Dziewczyna nalewająca mleko, [namalowana] nadzwyczaj dobrze przez tegoż [Vermeera]. 175-0. W 1719, przy okazji kolejnej z kolei sprzedaży, dzieło opisano: Sławna Mleczarka Vermeera z Delftu, kunsztownie namalowana. Jednej z kolejnych sprzedaży (1798) towarzyszył opis: Wspaniały i piękny obraz, ukazuje we wnętrzu izby dziewczynę w dawnym stroju holenderskim stojącą przed stołem, przykrytym zieloną kapą, na którym umieszczone są koszyk z chlebem, inne wypieki, gliniany dzban do piwa i garnek, do którego zdaje się ona wlewać mleko; dalej na ścianie wisi koszyk i miedziane wiadro, w tle stoi ogrzewacz do nóg; światło, padające do wnętrza przez boczne okno, daje cudowne wrażenie naturalności i prawdy; obraz jest mocny w kolorycie i wspaniały w sposobie prowadzenia pędzla i stanowi jedno z najpiękniejszych dzieł tego niepowtarzalnego mistrza. Widać zatem, że od samego początku dzieło było doceniane. Rijksmuseum nabyło płótno w 1908 roku.

## Mleczarka
Obraz przedstawia służącą, znajdującą się w pomieszczeniu, w pobliżu okna. Dziewczyna, znajdująca się w centralnej części płótna, skupiona jest na wykonywanej czynności: przelewaniu mleka z dzbana do garnka, stojącego na stole. Służąca ma na sobie żółto-niebieską suknię i białą chustę. Wzrok ma spuszczony w dół. Na stole przykrytym zielonym obrusem, za którym stoi, znajduje się także koszyk z chlebem, pieczywo, dzban i niebieska tkanina. Chleb namalowany jest techniką zwaną pointillé – przy pomocy drobnych plamek, które odzwierciedlają grę światła na tym przedmiocie (por. pointylizm). Na ścianie w tle zawieszony jest kosz i metalowe naczynie, a na podłodze po jej lewej stronie stoi ogrzewacz do stóp.

## Mleczarkaa inne dzieła

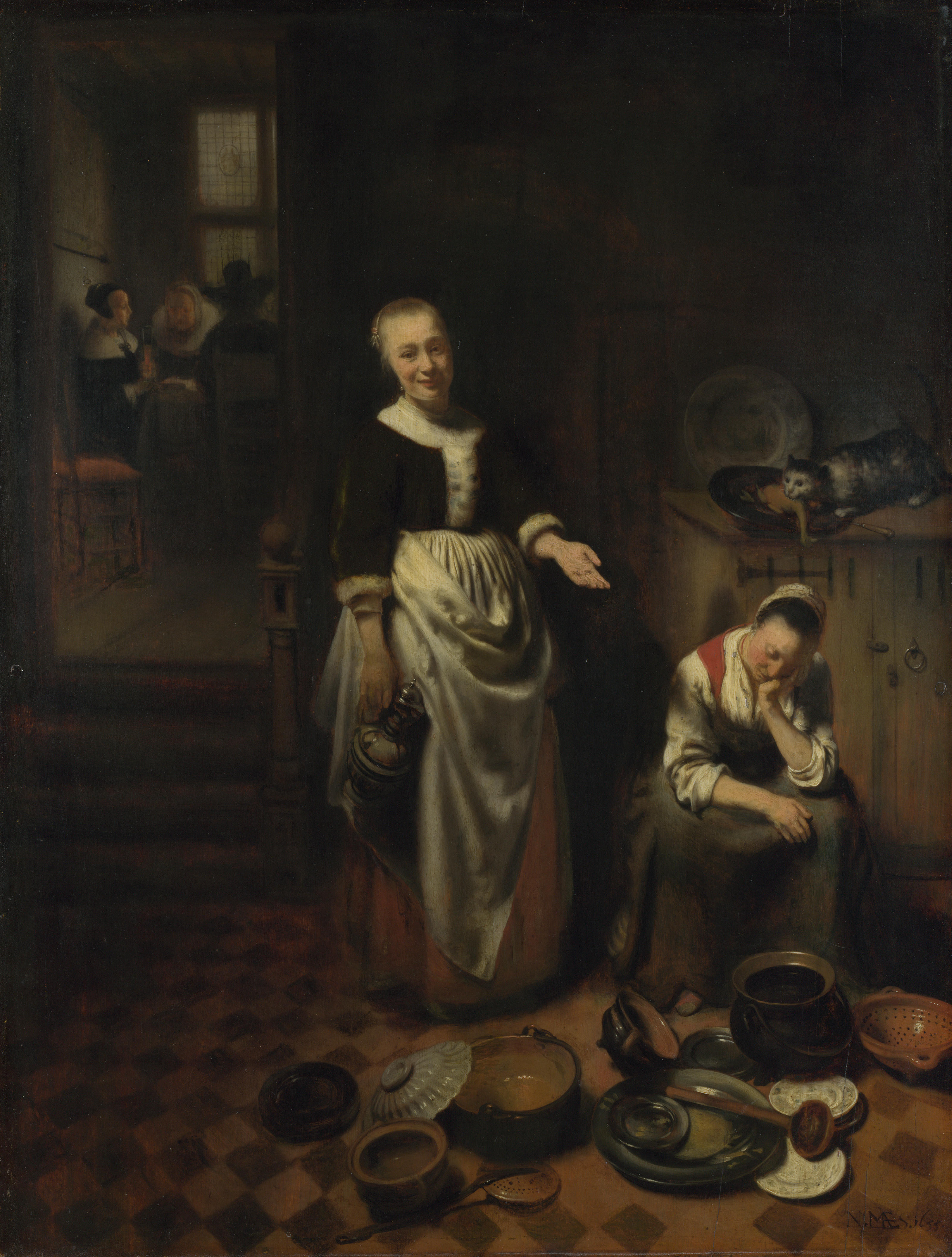
Nicolaes Maes, Leniwa służąca (albo: Wnętrze ze śpiącą służącą i jej gospodynią), 1655, National Gallery w Londynie

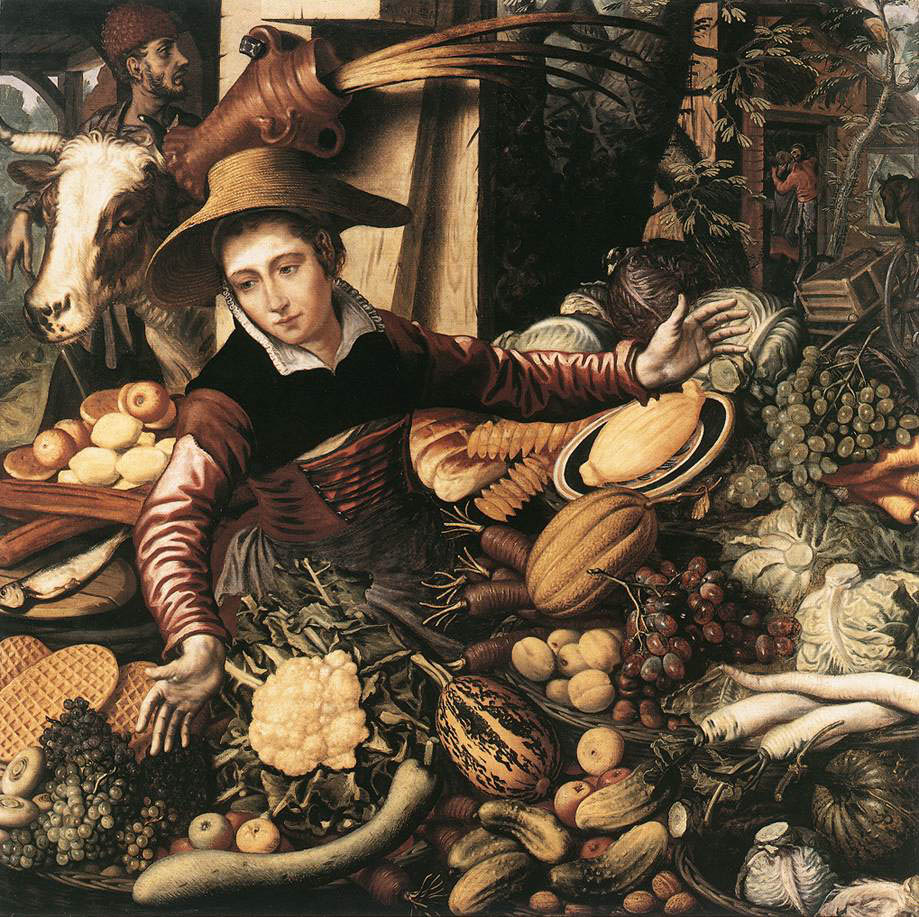
Pieter Aertsen, Kucharka, 1567, Staatliche Museen, Berlin

Obraz ten należy do grupy dzieł Vermeera, które powstały pod koniec lat 50. XVII wieku, a więc na początku dojrzałego okresu jego twórczości. Obrazy te (Żołnierz i śmiejąca się dziewczyna, Dziewczyna czytająca list i Mleczarka) przedstawiają sceny rozgrywające się w tym samym wnętrzu. Malarz za każdym razem umieszcza postaci w kącie pomieszczenia, z którego lewej strony znajduje się okno, będące źródłem światła. Taką kompozycję Vermeer zaczerpnął od Pietera de Hoocha (np. Pijąca kobieta z dwoma mężczyznami i służącą).
Zarówno w kontekście innych dzieł Vermeera, jak i dzieł innych malarzy przedstawiających służbę, Mleczarka jest płótnem dość niezwykłym. Większość obrazów Vermeera, przedstawiających zajęcia kobiet, krytykuje różne przywary, m.in. próżność i pijaństwo. Tymczasem Mleczarka oraz dwa inne płótna: Koronczarka i Kobieta z dzbanem, ukazują pozytywne wzorce – kobiety zajęte pracą.
Natomiast w ówczesnym malarstwie holenderskim służba przedstawiana była zazwyczaj negatywnie – jako osoby leniwe (np. Leniwa służąca Nicolaesa Maesa) albo rozwiązłe, czego nie ma na tym obrazie Vermeera. Jan Białostocki napisał: „Dziewczyna z dzbanem mleka” to właśnie taka metafora pracy i porządku. Ale praca jest radością, odbywa się w skupieniu, ozdobiona jest pięknem światła, sączącego się z okna i wypełniającego pokój, który jak we wszystkich obrazach Vermeera – nasycony jest łagodnym, białym blaskiem.
Albert Blankert sądzi, że Mleczarka to XVII-wieczna, uproszczona wersja XVI-wiecznego gatunku zwanego keukenstuk, czyli przedstawień wnętrz kuchennych. Gatunek ten zapoczątkowali: Pieter Aertsen (1507–1575) i Joachim Beuckelaer (1533–1574). W XVII wieku przedstawienia kuchenne pojawiały się bardzo rzadko, Delft było jednak wyjątkiem, gdyż tam także w XVII wieku powstawało tego typu malarstwo (m.in. Cornelis Delff i Pieter van Rijck).